# Institut Abat Oliba
L'Institut Abat Oliba és un centre educatiu de Ripoll. L'edifici és una obra protegida com a Bé Cultural d'Interès Local.

## Edifici
L'institut de Batxillerat Abat Oliba de Ripoll és projectat per Martorell Boigas i Mackay a l'any 1969.
L'edifici organitzat sobre un element central, sala comú al voltant de la qual funcionen les diverses activitats de l'escola construïda a diferent nivell, uneix les dues primeres plantes i incorpora les galeries de circulació a les diverses aules.
Aquest projecte és la primera mostra al Ripollès de l'acceptació després de la postguerra de la idea d'escola no solament com un local més o menys apte per impartir lliçons, sinó com a instrument de convivència, d'educació social i de responsabilització.